# Hamsah Nasirildeen
Hamsah Nasirildeen (Concord, 17 gennaio 1999) è un giocatore di football americano statunitense che milita nel ruolo di linebacker per i New York Jets della National Football League (NFL).

## Carriera

### New York Jets
Nasirildeen al college giocò a football a Florida State. Fu scelto nel corso del sesto giro (186º assoluto) nel Draft NFL 2021 dai New York Jets. Nella sua stagione da rookie mise a segno 16 tackle e 2 fumble forzati in 12 presenze, 2 delle quali come titolare. Fu inserito in lista infortunati il 5 ottobre e tornò nel roster attivo il 4 novembre. Nella sua stagione da rookie disputò 12 partite, di cui 2 come titolare, con 10 tackle.